# Physical Chemistry Chemical Physics
Physical Chemistry Chemical Physics (abrégé en Phys. Chem. Chem. Phys. ou PCCP) est une revue scientifique à comité de lecture. Ce journal hebdomadaire publie des articles de recherches originales dans les domaines de la chimie physique et biophysique.
D'après le Journal Citation Reports, le facteur d'impact de ce journal était de 4,493 en 2014. L'actuel directeur de publication est Pekka Pyykkö (Université d'Helsinki, Finlande).

## Histoire
Au cours de son histoire, le journal a plusieurs fois changé de nom :
- Transactions of the Faraday Society, 1905-1971  (ISSN 0014-7672)
- Journal of the Chemical Society, Faraday Transactions 1, 1972-1989
- Journal of the Chemical Society, Faraday Transactions 2, 1972-1989  (ISSN 0300-9238)
- Journal of the Chemical Society, Faraday Transactions, 1990-1999  (ISSN 0956-5000)
- Physical Chemistry Chemical Physics, 2000-en cours  (ISSN 1463-9076)